# Udmurt Wikipédia
Az udmurt Wikipédia a Wikipédia projekt udmurt nyelvű változata, szabadon szerkeszthető internetes enciklopédia. 2005. október 24-én indult, másodikként az oroszországi finnugor nyelvi változatok közül. (Az első a komi Wikipédia volt.)
2011. május 10-én töltötték fel a 2500. szócikkét. 2012. február 1-jén 3066 szócikket tartalmazott, ezzel a 156. helyen állt a wikipédiák szócikkszám szerinti rangsorában.

## Mérföldkövek
- 2005. október 24. - elindul az oldal
- Jelenlegi szócikkek száma: 5 703